# ثورة كمية
في تاريخ الجغرافيا، كانت الثورة الكمية التي يشار إليها باللغة الإنجليزية بـ QR أو Quantitative Revolution)[n]) واحدة من نقاط التحول الأربع الرئيسية للجغرافيا المعاصرة—حيث إن نقاط التحول الثلاث الأخرى هي الحتمية البيئية والجغرافيا الإقليمية والجغرافيا الحرجة). وقد وقعت الثورة الكمية أثناء الخمسينيات والستينيات من القرن العشرين، وقد شهدت تغييرًا سريعًا في الأساليب المستخدمة لإجراء الأبحاث الجغرافية، من الجغرافيا الإقليمية إلى العلوم المكانية. والمطالبة الرئيسية للثورة الكمية تمثل في أنها أدت إلى الانتقال من الجغرافيا الوصفية (المقارنة بالذات) إلى الجغرافيا القائمة على وضع القوانين بشكل تجريبي (المتعلقة باكتشاف القوانين العامة).
(ملاحظة: وقعت الثورة الكمية في وقت سابق لذلك في مجال الاقتصاد وعلم النفس وفي نفس الوقت في العلوم السياسية وغيرها من العلوم الاجتماعية وبشكل أقل في التاريخ.)

## الملخص والخلفية
كانت العديد من أقسام الجغرافيا في الخمسينيات من القرن العشرين قد انفصلت للتو عن أقسام الجيولوجيا في إطار التغير الشديد للتسجيل بعد الحرب (الحرب العالمية الثانية). ونظرًا لأن علماء الجيولوجيا في هذا العصر كانوا ينظرون إلى الجغرافيا على أنها لينة وغير علمية، كان العديد من علماء الجغرافيا يشعرون بالرغبة في إقناع النقاد بأن علماء الجغرافيا ليسوا في مكانة أقل من علماء الجيولوجيا. ولم تتمثل التغييرات التي وقعت في الفترة بين الخمسينيات والسبعينيات من القرن العشرين في استخدام الرياضيات في الجغرافيا، ولكن في استخدام الرياضيات كأداة لأغراض صريحة، فضلاً عن المنهجية الإحصائية والنموذج الرياضي الرسمي.
وفي بدايات الخمسينيات من القرن العشرين، كان هناك شعور متزايد بأن النموذج الفكري السائد فيما يتعلق بأبحاث الجغرافيا لم يكن كافيًا لتوضيح أن العمليات المادية والاقتصادية والاجتماعية والسياسية كانت منظمة فراغيًا أو مترابطة بيئيًا أو كيف أن النتائج الناجمة عنها تعد دليلاً على فترة زمنية ومكان محددين. وقد ظهرت منهجية أكثر تجريدية ونظرية للأبحاث الجغرافية، تهدف إلى تطوير المنهجية التحليلية للتحري.
وقد أدت المنهجية التحليلية للتحري إلى تطوير قوانين عامة سارية من الناحية المنطقية فيما يتعلق بالأوجه المكانية لمجموعة صغيرة من الأحداث المُعرَّفة عن كثب والمُضمَّنة في نطاق كبير من الأوضاع الطبيعية والثقافية. ويمكن أن تأخذ القوانين العامة شكل الافتراضات أو النماذج أو النظريات التي يتم تأكيدها، ويتم الحكم على الأبحاث من ناحية ملاءمتها العملية ومدى صلاحيتها. وقد ساعد تبني المنهجية التحليلية الجغرافيا في أن تصبح علمًا أكثر اعتمادًا على القوانين، وقد أصبح تصور النظام على أنه مجال دراسي للمقارنة بالذات أقل قبولاً بدءًا من الثمانينيات من القرن العشرين.

## أزمة الخمسينيات من القرن العشرين في الجغرافيا
أثناء أواخر الأربعينيات وبدايات الخمسينيات من القرن العشرين، حدثت الأزمة لعدة أسباب:
- إغلاق العديد من أقسام الجغرافيا والدورات التدريبية المتعلقة بها في الجامعات، على سبيل المثال إلغاء برنامج الجغرافيا من جامعة هارفارد (وهي مؤسسة لها قيمتها الكبيرة) في عام 1948.
- متابعة التمييز بين الجغرافيا البشرية والجغرافيا الطبيعية - الحديث العام عن أن الجغرافيا البشرية أصبحت موضوعًا مستقلاً.
- كان ينظر إلى الجغرافيا (سواء أكان ذلك عادلاً أم لا) كموضوع وصفي وغير علمي بشكل تام - ويقال إنه لم يكن هناك أي تفسير للسبب وراء وقوع العمليات أو الظواهر.
- كان ينظر إلى الجغرافيا على أنها موضع تعليمي بشكل حصري - فلم يكن هناك إلا القليل من التطبيقات، إن وجدت، للجغرافيا المعاصرة.
- الاستمرار في الاستفسار عن ماهية الجغرافيا، وهل هي - علم أم فن وهل هي علم بشري أم علم اجتماعي؟
- بعد الحرب العالمية الثانية، أصبحت التقنيات ضرورية بشكل متزايد في المجتمع، ونتيجة ذلك، حظيت العلوم القائمة على المقارنة بالذات بشعبية كبيرة وأصبحت واعدة.

وقد احتدم النقاش في الغالب (رغم أنه لم يكن حصريًا) في الولايات المتحدة، حيث كانت الجغرافيا الإقليمية المدرسة الفلسفية الرئيسية (كانت الجغرافية الأوروبية معتادة على الأساليب التحليلية).
وقد مثلت كل هذه الأحداث تهديدًا كبيرًا لموضع الجغرافيا كموضوع أكاديمي، وبالتالي، بدأ علماء الجغرافيا في البحث عن أساليب جديدة لمواجهة النقد. وتحت الشعار (المضلل إلى حد ما) والذي يشير إلى الأسلوب العلمي، بدأت الثورة الكمية.

## الثورة
بدأت الثورة الكمية في جامعات أوروبا بمساعدة علماء الجغرافيا والإحصاء في أوروبا والولايات المتحدة. والثورة الكمية، التي ظهرت في بداية الأمر في أواخر الخمسينيات وبدايات الستينيات من القرن العشرين، استجابت للنموذج الجغرافي الإقليمي المتنامي. وتحت الشعار غير المعرف بشكل جيد والمتعلق بجلب «التفكير العلمي» إلى الجغرافيا، أدت الثورة الكمية إلى زيادة استخدام الأساليب الإحصائية المحوسبة، على وجه الخصوص التحليل متعدد المتغيرات، في الأبحاث الجغرافية. وقد عكست الأساليب التي تم تبنيها حديثًا مصفوفة من الأساليب الرياضية التي أدت إلى تحسين الدقة.
وتشتمل بعض الأساليب التي تلخص الثورة الكمية على ما يلي:
- الإحصاء الوصفي؛
- الاستدلال الإحصائي؛
- المعادلات الرياضية والنماذج الأساسية، مثل نموذج الجاذبية للفيزياء الاجتماعية، أو معادلة كولوم (Coulomb)؛
- النماذج العشوائية باستخدام مفاهيم الاحتمال، مثل عمليات النشر المكاني؛
- النماذج الحتمية، على سبيل المثال نماذج الموقع لـ فون ثونين وويبر.

والعامل الشائع الذي يربط هذه الأساليب الواردة أعلاه كان تفضيل الأرقام على الكلمات، بالإضافة إلى الاعتقاد بأن الأعمال الرقمية كان لها أصل علمي فائق.
وقد كان مؤيدو الجغرافيا الكمية يميلون إلى تقديمها على أنها تضفي العلوم على الجغرافيا. في الواقع، كان سبب المساهمة المحددة للثورة الكمية يكمن في الإيمان الضخم الذي تم وضعه في التحليل متعدد المتغيرات وخصوصًا الأساليب المقترنة بالاقتصاد القياسي. كما أن ذلك كان يتفق بشدة مع العلم الموضوعي، ويمكن أن يضمن ذلك توفير مصدر كبير لنقاشات نظرية المعرفة.
إن التركيز الساحق للنمذجة الإحصائية، في النهاية، سيكون بمثابة التراجع عن الثورة الكمية. وقد اهتم العديد من علماء الجغرافيا بشكل متزايد بأن تضع هذه التقنيات بكل بساطة إضافة تقنية معقدة على منهجية دراسة كانت جرداء من النظريات الجوهرية. ويقول بعض النقاد الآخرين إنها أخرجت «البعد البشري» من النظام الذي كان دائمًا ما يفتخر بدراسة العالم البشري والطبيعي على حد سواء. ومع أفول حقبة السبعينيات من القرن العشرين، واجهت الثورة الكمية تحديًا مباشرًا.

## جغرافيا ما بعد الثورة
لم تكن الثورة ذاتها هي أكبر تأثير للثورة الكمية، ولكن التأثيرات التي أتت بعدها في شكل انتشار التفكير الموضوعي (ما بعد الموضوعي) والردود المعارضة للموضوعية.
وقد أدى الاهتمام المتزايد بدراسة المسافة كعامل حيوي فيما يتعلق بفهم الترتيب الفراغي للظواهر أثناء الثورة إلى تكوين القانون الأول للجغرافيا على يد والدو توبلر. وقد أدى تطوير التحليل الفراغي في الجغرافيا إلى المزيد من التطبيقات فيما يتعلق بعملية التخطيط، بالإضافة إلى أن تطوير الجغرافيا النظرية قد أتاح للأبحاث الجغرافية خلفية نظرية ضرورية.
كما أن الاستخدام المتزايد لأجهزة الكمبيوتر في الجغرافيا قد أدى إلى ظهور العديد من التطورات في هندسة الجيوماتكس، مثل إنشاء وتطبيق نظام المعلومات الجغرافي (GIS) والاستشعار عن بعد. وقد سمحت هذه التطورات الحديثة لعلماء الجغرافيا للمرة الأولى بتقييم النماذج المعقدة بشكل شامل وعبر المسافة والوقت. وقد أدى تطوير الجيوماتكس إلى إعادة توحد الجغرافيا، حيث يمكن تقييم درجات تعقيد البشر والبيئات الطبيعية على النماذج الجديدة التي يمكن حسابها. كما أدت التطورات الإضافية إلى زيادة دور الإحصاء الفراغي والنمذجة في الجغرافيا. وفي النهاية، كانت أكبر تأثيرات الثورة الكمية على مجالات الجغرافيا الطبيعية والاقتصادية والجغرافيا الحضرية.
وقد تم خلق الاستجابة المعارضة للموضوعية من الجغرافيا البشرية في شكل الجغرافيا السلوكية والراديكالية والجغرافيا البشرية (انظر المقال: الجغرافيا الحرجة).
كما غيرت الثورة الكمية كذلك من هيكل أقسام الجغرافيا في الولايات المتحدة الأمريكية، حيث تم دمج العديد من علماء الجغرافيا الطبيعية مع أقسام الجيولوجيا أو أقسام العلوم البيئية، مما أدى إلى ترك أقسام الجغرافيا لكي تكون ذات توجه نحو الجغرافيا البشرية فقط. وفي المملكة المتحدة، كانت هناك استجابات مختلفة للثورة، من خلال زيادة التخصص في الموضوع، والتطوير المطلق للجغرافيا النظامية التي تحتوي على العديد من المجالات الفرعية والفروع.